# Muzeum Powiatowe w Nysie
Muzeum Powiatowe w Nysie – muzeum położone w Nysie. Placówka jest jednostką organizacyjną powiatu nyskiego, mieści się w gmachu nyskiego Pałacu Biskupiego

## Historia

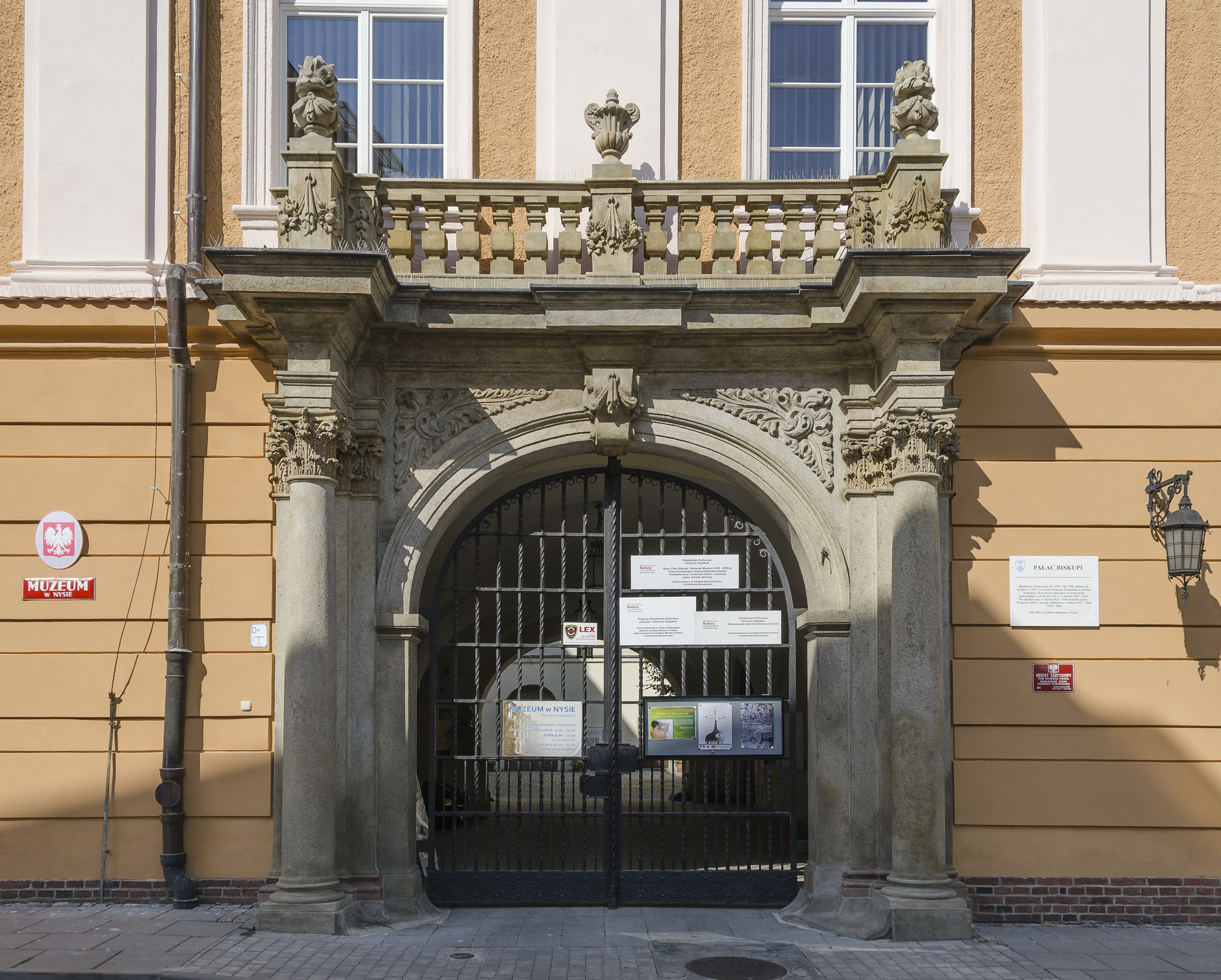
Główne wejście

Pierwsze muzeum w Nysie powstało w 1897 roku z inicjatywy Towarzystwa Sztuki i Starożytności w Nysie (Kunst- und Altertumsverein in Neisse). Opiekę nad placówką – działającą jako Muzeum Sztuki i Starożytności – objęli biskupi wrocławscy, a na siedzibę przeznaczono budynek dawnej komendantury garnizonu nyskiego (od 1916 roku muzeum zajmowało cały obiekt). Zbiory przedwojennego muzeum liczyły około 33 tysięcy eksponatów, a od 1932 roku przy placówce działał na Górnym Śląsku warsztat konserwacji zabytków.

Podczas II wojny światowej trudności finansowe i organizacyjne Towarzystwa doprowadziły do przekazania muzeum miastu. Wobec nadciągającej ofensywy radzieckiej część eksponatów zabezpieczono i wywieziono do Domaszowa koło Jesenika (Czechy) oraz do Przełęku. Eksponaty, które pozostały w gmachu muzeum zostały zniszczone w wyniku pożaru w marcu 1945 roku.

Po zakończeniu działań wojennych przystąpiono do ponownej organizacji muzeum. Udało się sprowadzić zbiory z terenów Czechosłowacji, ekspozycję uzupełniono o zabytki z nyskich kościołów. Pierwszą wystawę zorganizowano w 1947 roku, a nową siedzibą placów został budynek dawnej kliniki chirurgicznej przy ul. Marcinkowskiego 1. Opiekę nad muzeum sprawowały: Zarząd Miejski (do 1949 roku), Muzeum Górnośląskie w Bytomiu (1949–1951), Muzeum Śląskie we Wrocławiu (1951–1957) oraz Muzeum Śląska Opolskiego w Opolu (od 1957). w tym okresie zbiory muzeum wzbogaciły się o szereg eksponatów archeologicznych, odkrytych w trakcie odbudowy miasta ze zniszczeń wojennych. W 1984 roku muzeum przeniosło się do swej obecnej siedziby – Pałacu Biskupiego biskupów wrocławskich.

## Zbiory

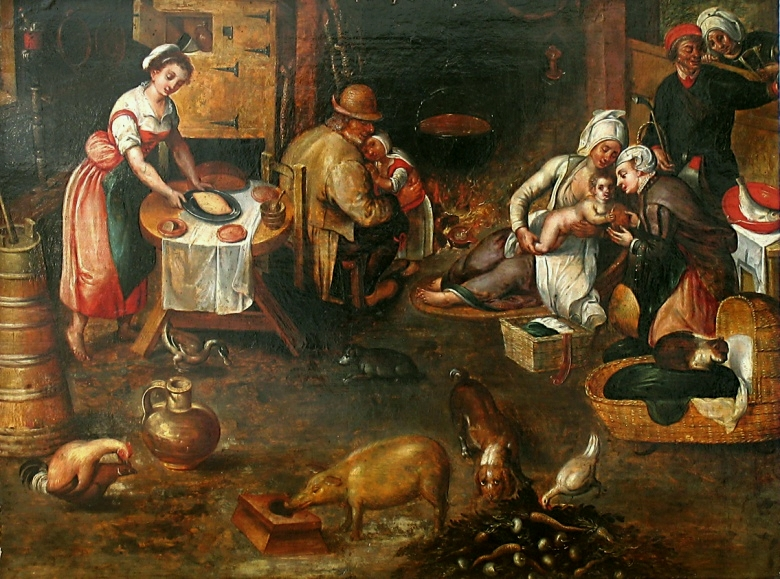
Pieter Aertsen, Wnętrze izby wiejskiej (2 poł. XVI w.)

Aktualnie w muzeum prezentowane są następujące ekspozycje stałe:
- archeologiczna pt. „Pradzieje ziemi nyskiej”, zawierająca eksponaty pochodzące z wykopalisk z okolic Nysy, Otmuchowa, Paczkowa, Wójcic i Radzikowic, datowane począwszy od paleolitu po wcześnie średniowiecze.
- historyczne:
  - „Kultura materialna ziemi nyskiej”, prezentująca eksponaty pochodzące z okresu od XIII do XVI wieku,
  - „Sztuka i rzemiosło artystyczne od XVI do XIX wieku”, na którą składają się meble oraz rzemiosło artystyczne z tego okresu,
  - „Nyskie rzemiosło artystyczne i pamiątki miejskie”, prezentująca miejscowe wyroby rzemieślnicze oraz dokumentująca działalność nyskich cechów,
  - „Militaria” – kolekcja broni białej, palnej i uzbrojenia z okresu od końca XV do początków XX wieku oraz prezentacja dziejów nyskich fortyfikacji,
  - „Procesy czarownic na pograniczu nysko-jesenickim”, ukazująca historię tego procederu począwszy od XV po XVII wiek,
  - „Za progiem mieszczańskiego domu w Nysie 1860–1960”, prezentująca życie codzienne mieszkańców miasta w XIX i XX wieku,
- sztuki, obejmująca malarstwo obce z okresu od XV do XIX wieku, zawierająca m.in. dzieła malarzy holenderskich i flamandzkich (Pieter Aertsen, Bartholomeus van der Helst, Anthonie Palamedesz, Otto van Veen), niemieckich (warsztat Lucasa Cranacha Starszego) oraz włoskich (Francesco Bassano, Francesco Francia, Carlo Portelli, Innocenzo Francucci, Girolamo Sicciolante).

W zbiorach muzeum znajduje się rękopiśmienna Biblia nyska pochodząca z 1354 roku.
Muzeum jest obiektem całorocznym, czynnym z wyjątkiem poniedziałków. Wstęp jest płatny, z wyjątkiem śród (wstęp bezpłatny).

### Wybrane dzieła ze zbiorów

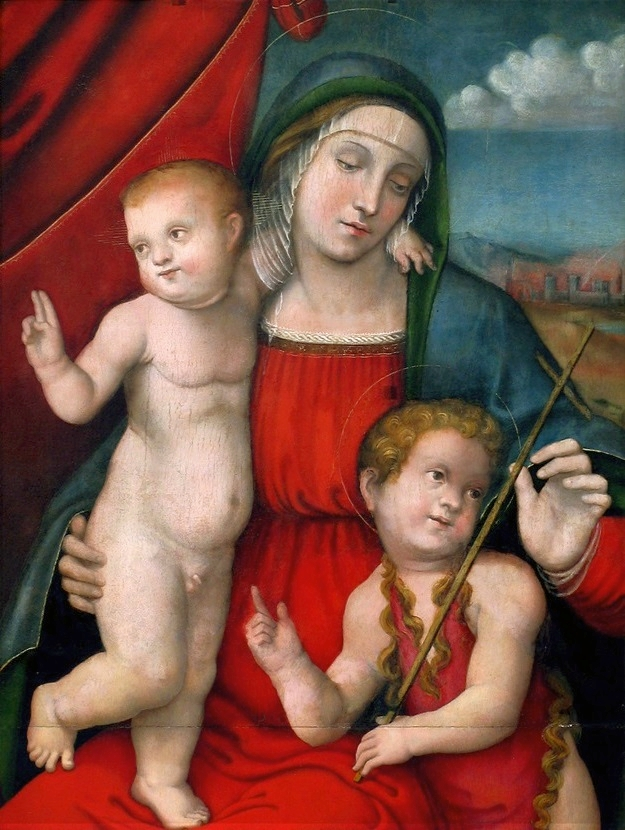
Panna z Dzieciątkiem i św. Janem Chrzcicielem, Francesco Francia, 1505
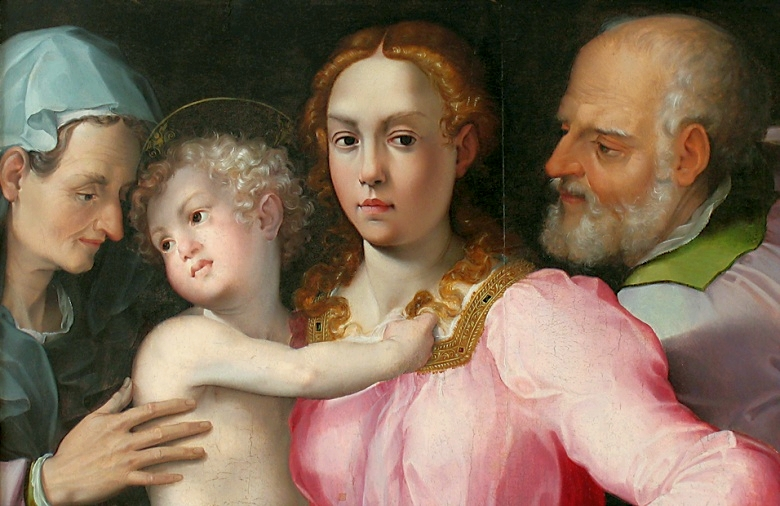
Święta Rodzina, Carlo Portelli, 1550
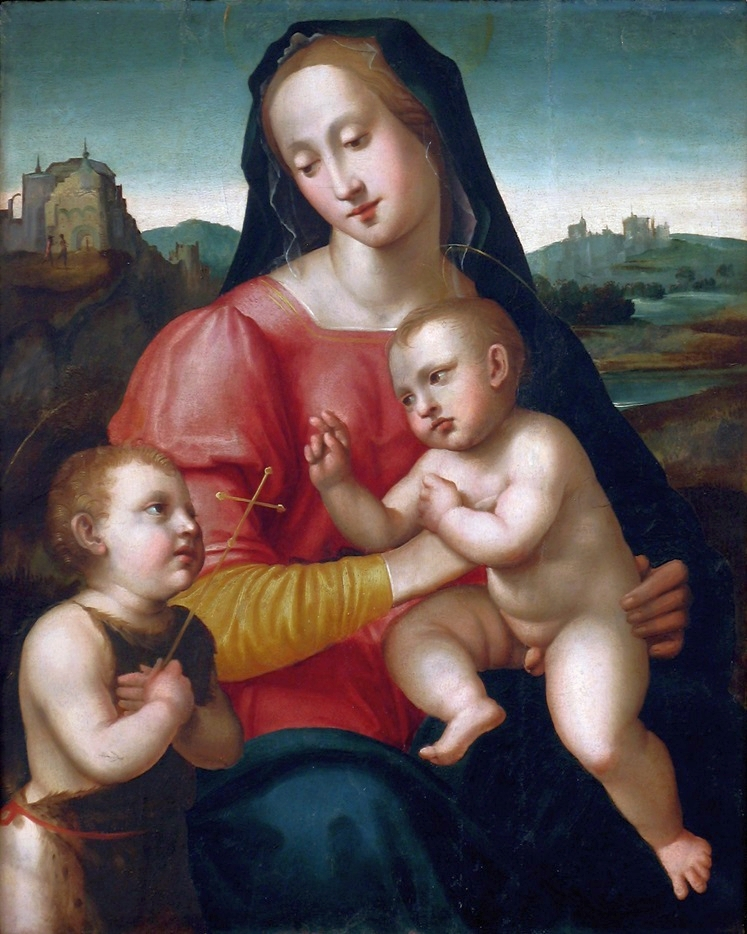
Panna z Dzieciątkiem i św. Janem Chrzcicielem, Innocenzo di Pietro Francucci da Imola, 1550
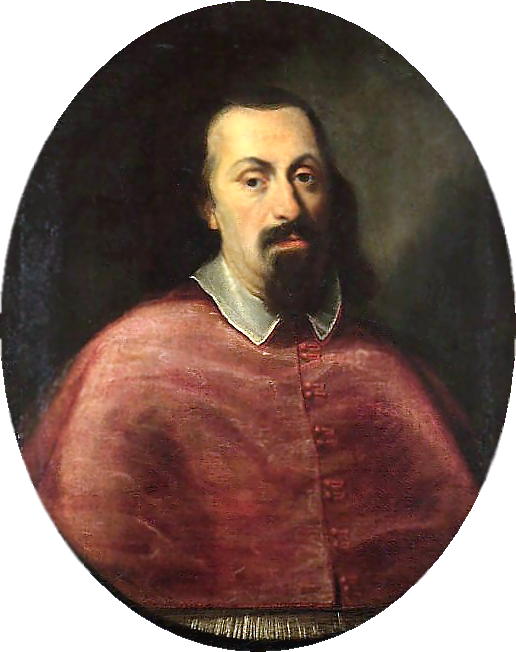
Karol Ferdynand Waza, Daniel Schultz (pracownia)
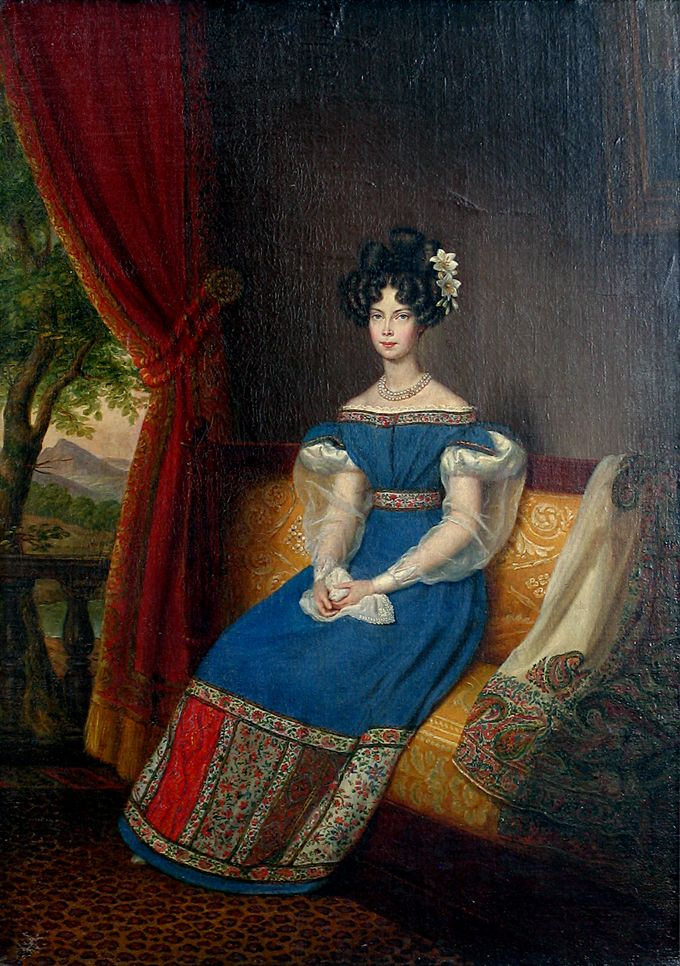
Marianna Orańska, Jan Baptist van der Hulst